# Ngưu bàng
Ngưu bàng hay còn gọi gô bô (danh pháp khoa học: Arctium lappa) là một loài thực vật có hoa trong họ Cúc. Loài này được L. mô tả khoa học đầu tiên năm 1753.

## Phân phối và sinh thái
Là loài bản địa từ các vùng ôn đới của Cựu Thế giới, từ Scandinavia đến Địa Trung Hải và từ Quần đảo Anh qua Nga và Trung Đông đến Ấn Độ, Trung Quốc, Đài Loan và Nhật Bản.
Nó được nhập tịch ở hầu hết mọi nơi và thường được tìm thấy ở những khu vực bị xáo trộn, đặc biệt là trong đất giàu nitơ. Nó thường được trồng ở Nhật Bản nơi nó đặt tên cho một kỹ thuật xây dựng cụ thể, đóng cọc cây ngưu bàng.
Lá của cây ngưu bàng lớn hơn cung cấp thức ăn cho sâu bướm của một số Lepidoptera, chẳng hạn như Myelois circumvoluta.

## Hình ảnh

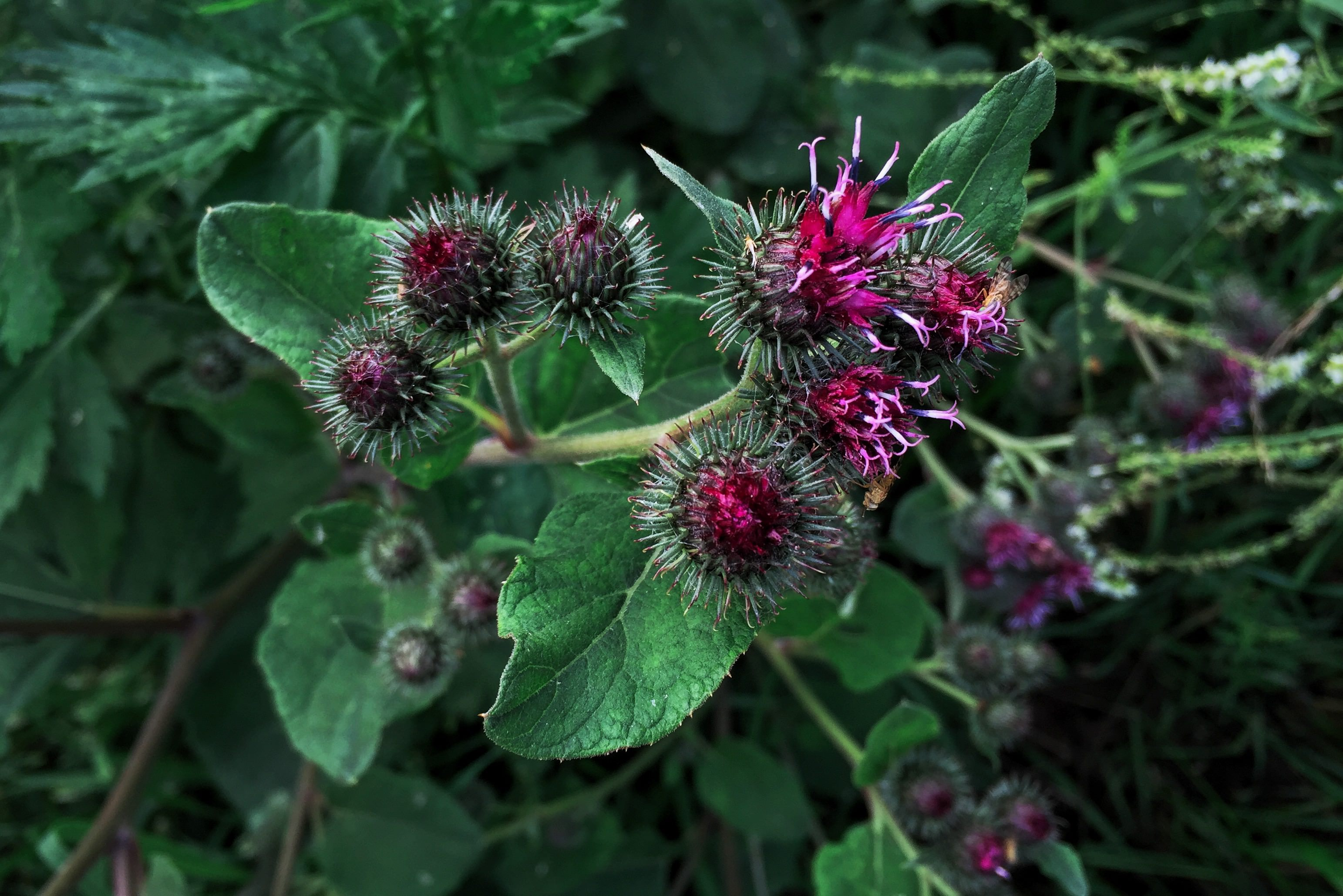
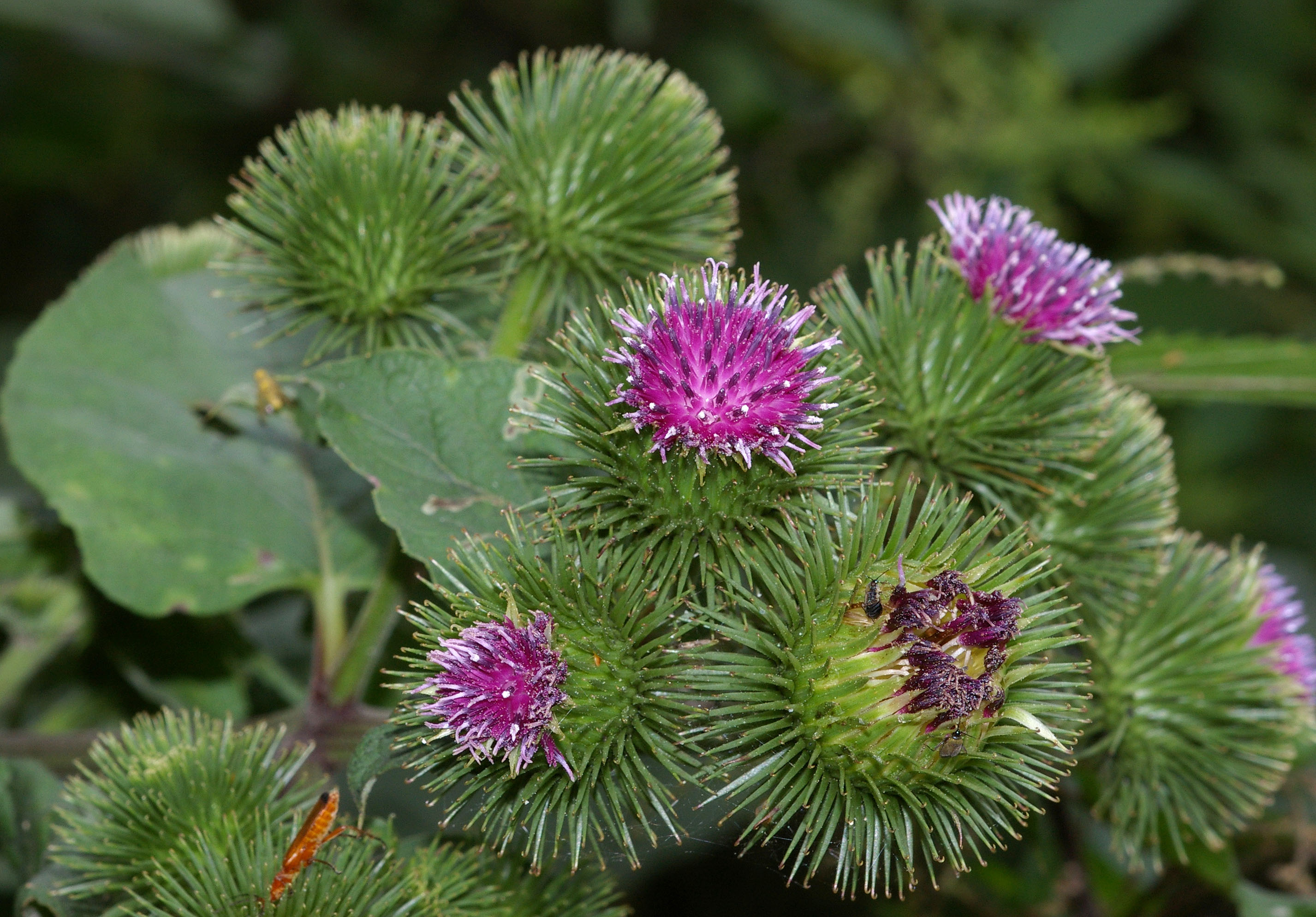
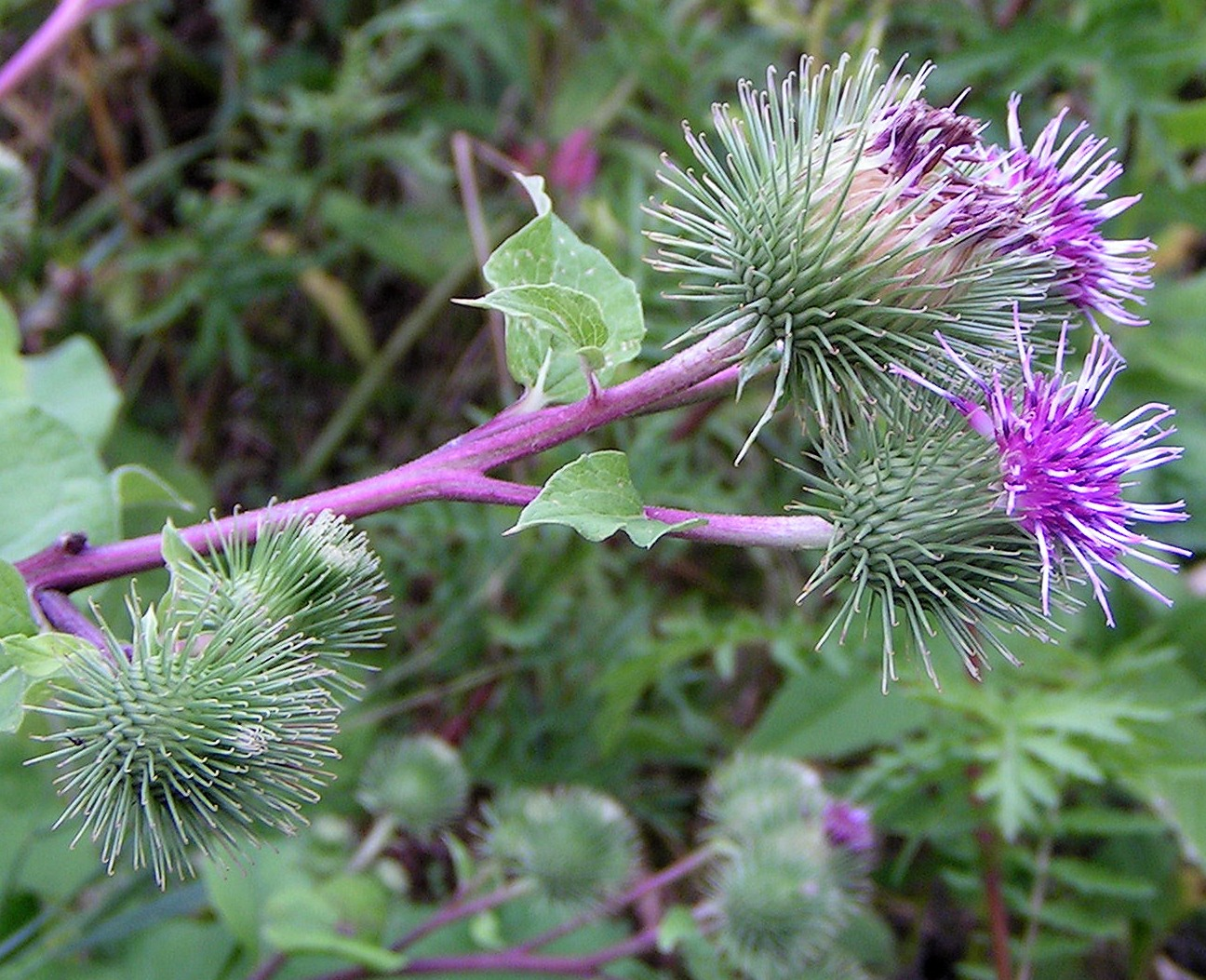
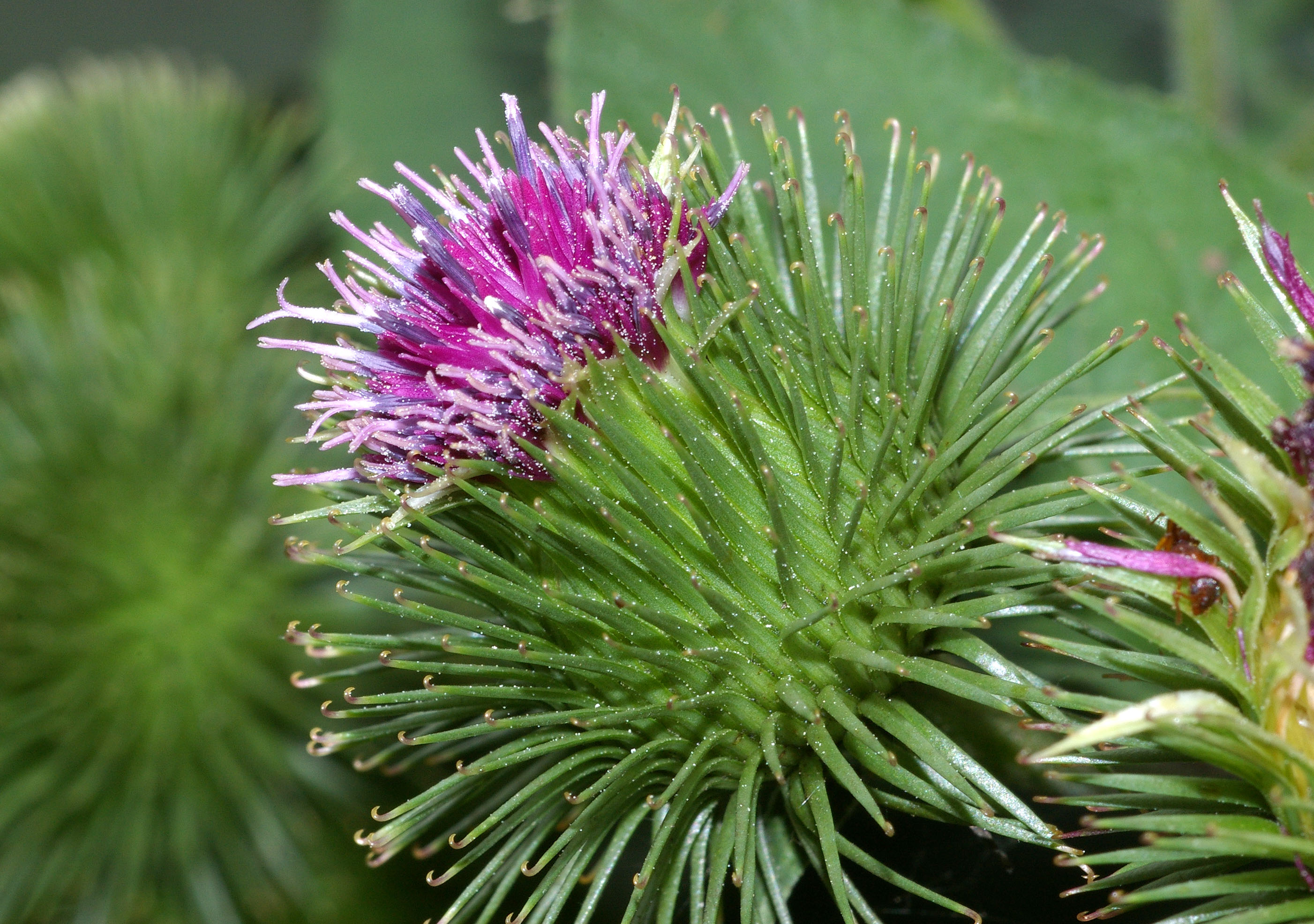
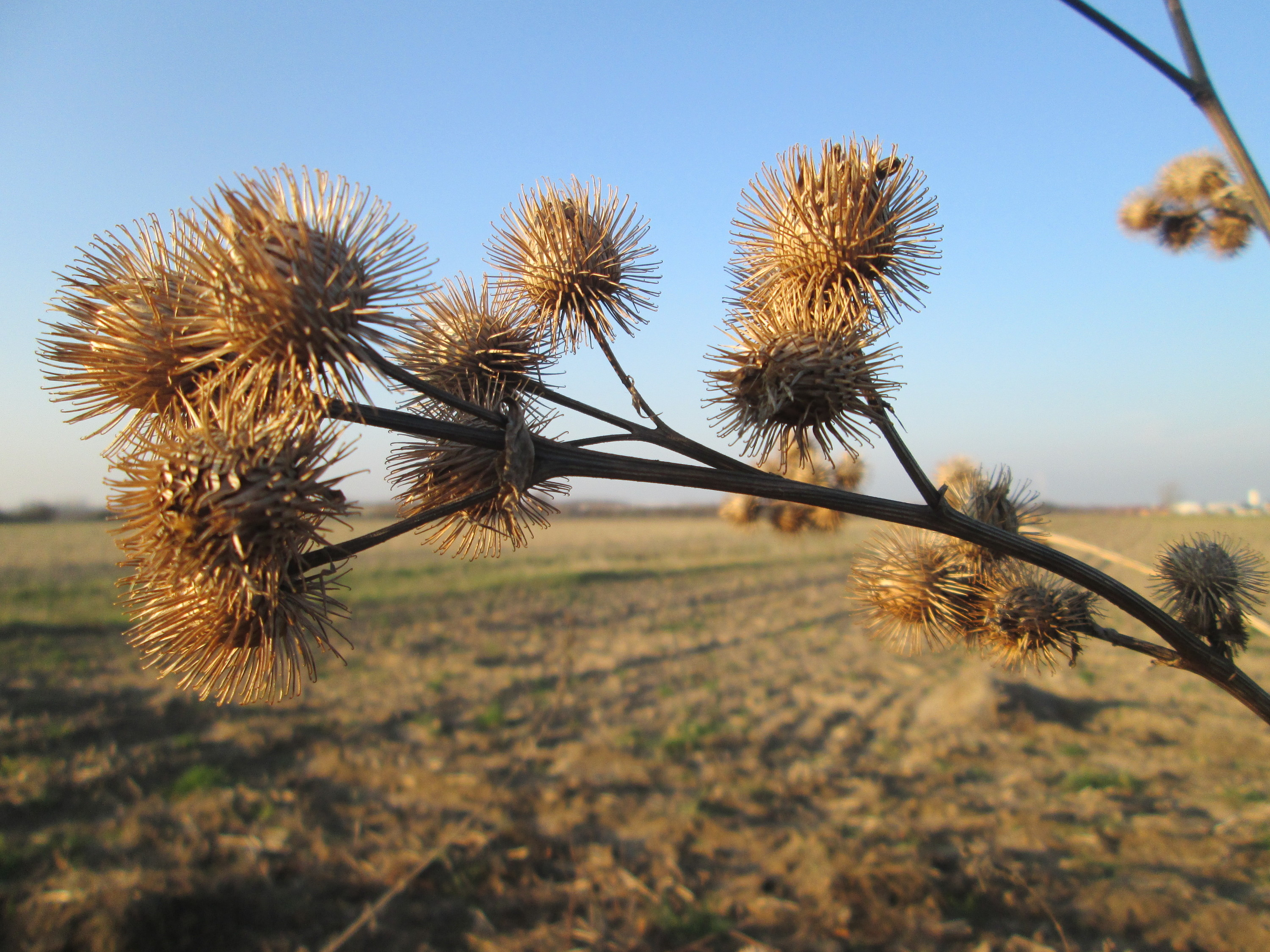
Quả khô trên cành
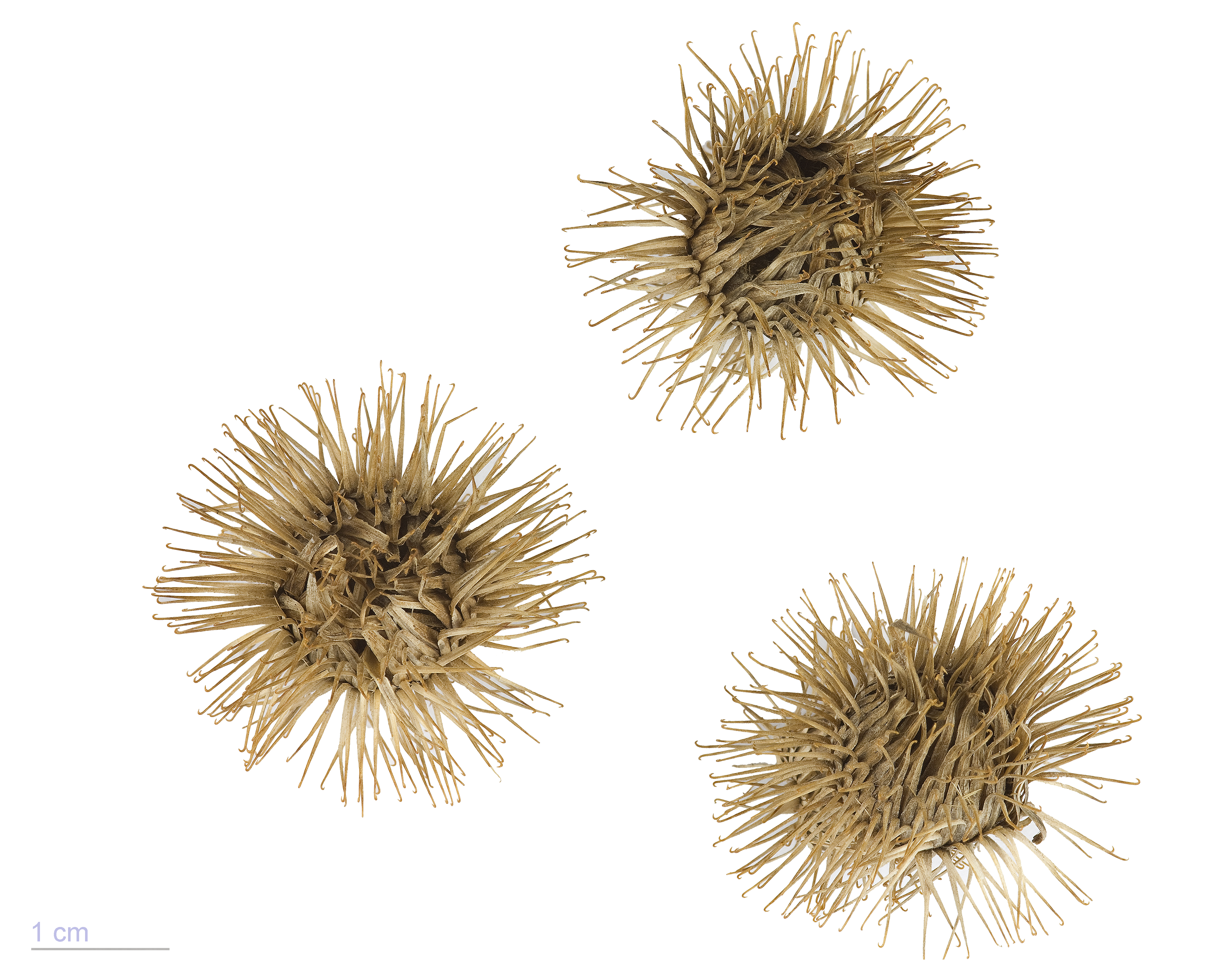
Quả khô Arctium lappa